# Petrie Prize Lecture
Призовая лекция Петри — награда, которую Канадское астрономическое общество раз в два года вручает выдающемуся астрофизику. Премия отмечает вклад в астрофизические исследования канадского астронома Роберта М. Петри.

## Лауреаты
Источник: Канадское астрономическое общество.
- 1970 Алистер Г. В. Кэмерон
- 1971 Джесси Леонард Гринстейн
- 1971 Карлайл Билз
- 1977 Дж. Беверли Оке
- 1979 Джефри Бербидж
- 1981 Хьюберт Ривз
- 1983 M. J. Plavec
- 1985 Чарлз Хард Таунс
- 1987 Генри Мэтьюз
- 1989 Джим Пиблс
- 1991 Питер Б. Стетсон
- 1993 Мартен Шмидт
- 1995 Джордж Хауэрд Хербиг
- 1997 Алексей Филиппенко [2]
- 1999 Сидни ван ден Берг
- 2001 Джеймс Э. Ганн
- 2003 Мартин Рис
- 2005 Райнхард Генцель
- 2007 Эвина ван Дисхук
- 2009 Скотт Тремейн[англ.]
- 2011 Эндрю Фабиан
- 2013 Франсуаза Комб
- 2015 Венди Фридман
- 2017 Чарльз А. Бейхман[англ.]
- 2019 Габриэла Гонсалес